# بيغلو (أسكو)
بيغلو هي قرية في مقاطعة أسكو، إيران. عدد سكان هذه القرية هو 394 في سنة 2006.